# Sloboda, Nova Ușîțea
Sloboda (în ucraineană Слобода) este un sat în comuna Hlibiv din raionul Nova Ușîțea, regiunea Hmelnîțkîi, Ucraina.

## Demografie
Componența lingvistică a localității Sloboda
     Ucraineană (100%)
Conform recensământului din 2001, toată populația localității Sloboda era vorbitoare de ucraineană (100%).